# إسحاق الوراق
إسحاق بن إبراهيم بن عثمان بن عبد الله المروزي ثم البغداديّ، ويعرف بـ: ورَّاق خَلَف، يكنى بأبي يعقوب، وهو راوي خلف في اختياره، وقرأ أيضاً على الوليد بن مسلم ، وكان إسحاق قيماً بالقراءة ثقة فيها، ضابطاً لها وإن كان لا يعرف من القراءات إلا اختيار خلف.

## علمه ومكانته
مُقْرِئ ثِقَةٌ، قَيِّمٌ ضابط، قرأ على خلف بن هشام البزار اختياره في القِراءة، وقام به بعده. قال ابن أبي عمر: قرأتُ على إسحاق الورَّاق باختيار خَلَف، وكان لا يُحْسِن غيرَه، ثمَّ ثقُلَتْ أذنه فَخَلَفَهُ ابنُه محمد، فقرأتُ عليه أيضاً.
- قرأ إسحاق على: خلف بن هشام البَزَّار اختياره في القراءة، كما قرأ على الوليد بن مسلم أبي العباس.[2]

- قرأ عليه: محمد بن عبد الله بن أبي عمر النَّقَّاش، والحسن بن عثمان البرصاطي، وعلي بن موسى الثقفي، ومحمد بن أحمد بن أيوب بن شنبوذ أبو الحسن، وأخوه أحمد بن إبراهيم، وابنه محمد بن إسحاق.[3]

## طريقا الوراق
للوراق طريقان رويت قراءته عنهما: الأول: طريق السوسنجردي، والثاني: طريق بكر بن شاذان عن ابن أبي عمر عنه، ومن طريقي محمد بن إسحاق نفسه والبرصاطي عنه، فمجموع طرق الوراق من الطريقين اثنان وعشرون طريقًا.

## المؤلفات التي ألفت في قراءته
- فرحة الأبرار في قراءة خلف البزار، لتوفيق ضمرة، طبعة دار عمار.
- قراءة خلف البزار، د. حاتم جلال التيمي، طبعة جمعية المحافظة على القرآن.
- فتح الغفار في قراءة خلف البزار، لجمال بن السيد، طبعة دار السنة.
- رحيق الأزهار في قراءة خلف البزار، د. محمد نبهان المصري، مكتبة دار الزمان.
- أصول قراء الإمام خلف العاشر من طريق الدرة جمع وتوجيه عبد الله إسحاق، جامعة الملك خالد.

## منهجه في القراءة
بالجملة قراءته لا تخرج عن قراءة حمزة والكسائي في جميع القرآن، وأما أصول قراءته فهي كالتالي:
- في باب البسملة بين السورتين: يقرأ بالوصل بين السورتين وبالسكت وكلاهما من دون بسملة.
- وفي باب ميم الجمع: يقرأ بضم الهاء والميم وصلا إذا وقع بعد الميم ساكن وقبل الهاء ياء ساكنة أو حرف مكسور، مثل: {قِبْلَتِهُمُ التَّي}، {عَلَيْهُمُ القِتَال}.
- وفي باب هاء الكناية: يقرأ بعدم الصلة.
- وفي باب المد والقصر: يقرأ بتوسط المنفصل، وبالتوسط أو الإشباع في المتصل.
- وفي باب الهمزات: له التحقيق.
- وله في باب السكت: ترك السكت إلا في الساكن المفصول.
- وله في باب الفتح والإمالة: الإمالة مثل حمزة.
- وإذا اجتمع ساكنان فإنه يحرك الأول منهما بالضم.[5]

## وفاته
توفي إسحاق الورَّاق سنة (286هـ).